# Volkshochschule Karlsruhe
Die Volkshochschule Karlsruhe e. V. (kurz vhs Karlsruhe) ist eine gemeinnützige Einrichtung zur Erwachsenen- und Weiterbildung in Karlsruhe. Das Angebot der Volkshochschule umfasst auch den Bereich der früheren Jugendkunstschule Karlsruhe. Die vhs ist Trägerin der Karlsruher Abendschulen zum nachträglichen Erwerb von Schulabschlüssen.

## Angebot
Das Angebot umfasste 2024 etwa 4700 Kurse und Veranstaltungen mit über 125000 Unterrichtsstunden und 33000 Buchungen zu folgenden Themenbereichen:
- Beruf und EDV: Rhetorik, Management; PC- und  Internet-Einführung, Anwendungen, Entwicklung, Multimedia
- Sprachen: Kurse in 26 Sprachen; neben den Standards Englisch, Französisch, Spanisch, Italienisch und dem umfangreichen Angebot in Deutsch als Fremdsprache auch viele seltener unterrichtete Sprachen wie z. B. Finnisch, Arabisch, Ungarisch
- Wissen für den Alltag: Wirtschaft, Geld, Recht, Handwerk & Technik, Garten, Kochen
- Psychologie und Gesundheit: Entspannung, Lebengestaltung, Gymnastik, Tanz
- Kunst, Kultur, Gestalten: Malen und Zeichnen, Musik, Foto / Video, Plastisches Gestalten, Floristik
- jukks (Junges Angebot Kunst, Kultur & Schule): Kurse für Kinder bis 12 Jahre, Jugendliche ab 12 Jahre, Hochbegabte, Schüler, Eltern und Familien
- Politik – Gesellschaft – Umwelt: Geschichte, politische Bildung, Länderkunde, Naturwissenschaften, Natur- und Umweltbildung
- Zweiter Bildungsweg / Abendschulen: Nachholen von Schulabschlüssen – Hauptschule, Realschule und Abitur
- Besondere Zielgruppen: Migrant/-innen, Berufstätige, Senioren, Familien, Menschen mit geistiger Behinderung

## Organisationsstruktur und Trägerverein
Die vhs ist ein eingetragener, gemeinnütziger Verein. Vorsitzender ist der Kulturbürgermeister der Stadt Karlsruhe, seine Vertreterin die Leiterin des Kulturamts. 
65 festangestellte Mitarbeiterinnen und Mitarbeiter (großteils in Teilzeit) planen und organisieren die Veranstaltungen. Die Lehrkräfte – rund 690 Dozentinnen und Dozenten – unterrichten freiberuflich auf Honorarbasis.

## Geschichte
Eine erste Gründung in Form eines „Verein Volksbildung“ um 1900 bot unter anderem auch „Volks-Hochschulkurse“ zu verschiedenen Themen an, die aber 1923 wieder eingestellt wurden. Die US-Militärregierung Württemberg-Baden strebte 1946 die Neugründung von Volkshochschulen an. In Karlsruhe erfolgte diese am 4. Januar 1947.
Erster Leiter der vhs wurde der damals 64 Jahre alte Ulrich Bernays, der als Jude 1936 von den Nationalsozialisten als Gymnasiallehrer entlassen worden war. Als er 1948 starb, folgte ihm sein bisheriger Vertreter Heinrich Brodesser nach, ein Mathematiklehrer, der den Bereich der Abendkurse mit praktischen Themen (Sprachen, Steuerrecht, Mathematik, Buchführung) ausbaute.
1964 erhielt die vhs ihr erstes eigenes Gebäude in der Röntgenstraße 10, in dem auch ein großer Vortragssaal eingerichtet wurde. Die Nutzung der Unterrichtsräume musste aber noch bis 1993 mit dem nahegelegenen Helmholtzgymnasium geteilt werden.
Seit 1993 befindet sich die vhs im Gebäude der ehemaligen Dragonerkaserne in der Kaiserallee 12e, nutzt allerdings auch weiterhin Unterrichtsräume in Schulen und öffentlichen Gebäuden im gesamten Stadtgebiet.